# Surte kyrka
Surte kyrka är en kyrkobyggnad belägen i Surte, den sydligaste delen av Ale kommun. Den tillhör Nödinge församling i Göteborgs stift och Svenska kyrkan.

## Historia
Befolkningen i Surte ökade i slutet av 1890-talet på grund av Surte glasbruks verksamhet. Församlingskyrkan i Nödinge befann sig 7 kilometer bort och därför kom krafter i rörelse som ville bygga en kyrka i närheten av Jordfallet. Kyrktomten skänktes av bruket 1911 och bidrog även till planeringsarbeten.

## Kyrkobyggnaden
Kyrkans särskilda kännetecken är fasaderna med naturligt rundslipade stenar frilagda i fasadputs och socklar, vilket gör att kyrkan ser äldre ut än den är. Stenen till kyrkobygget kördes från överblivna stengärdesgårdar i trakten med 740 hästlass. Taket täcktes med skiffer.
Bygget bekostades med frivilligt insamlade 25 000 kronor och första advent 1912 var kyrkan färdigbyggd efter arkitekt Sigfrid Ericsons ritningar. Den är ett av länets bästa exempel på tidiga 1900-talets nationalromantiska arkitektur.

## Bilder

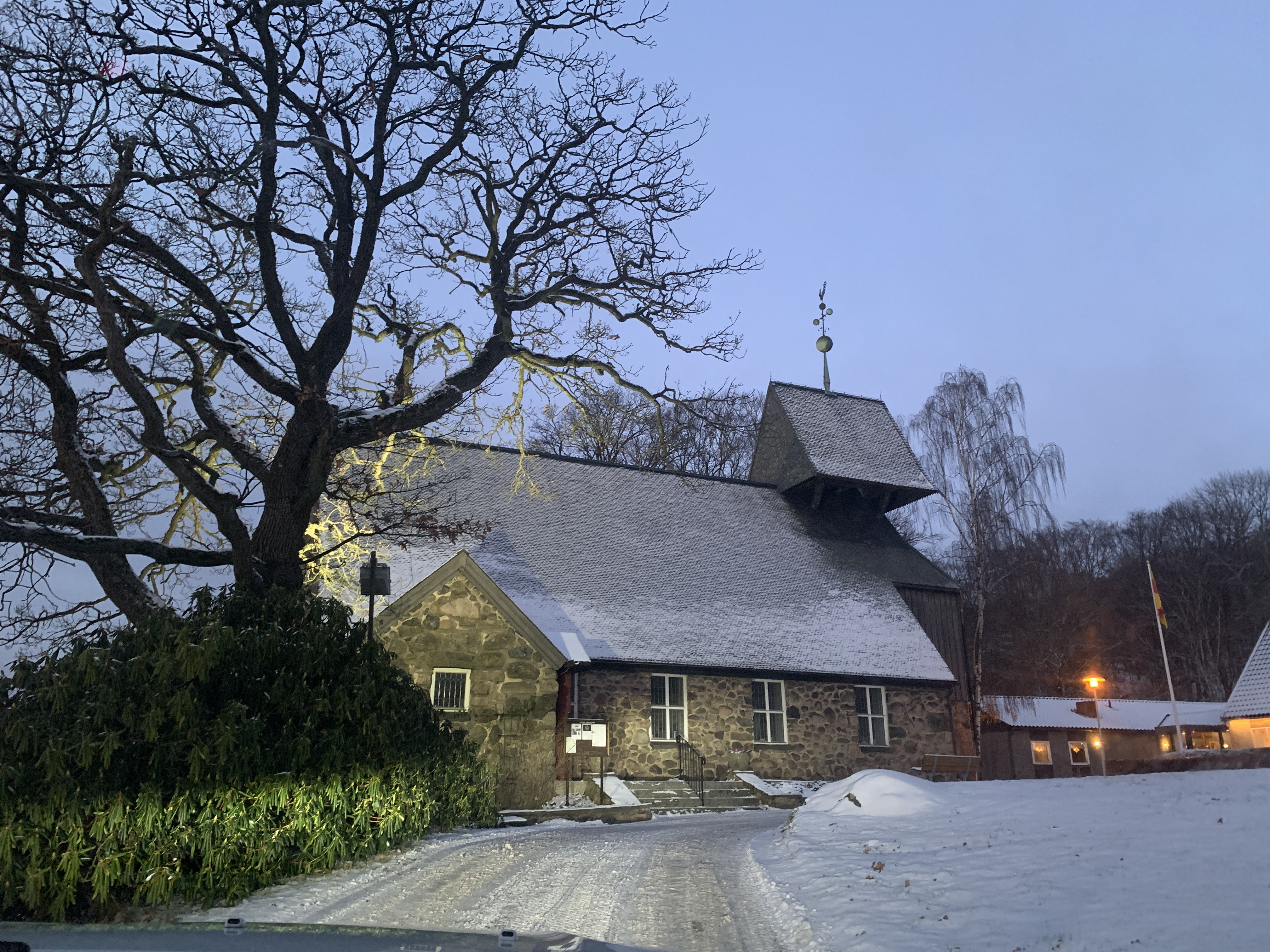
Vy från söder.